# Karl Ehmer
Karl Ehmer, né le 25 novembre 1906 et mort le 12 novembre 1978, est un footballeur allemand qui a joué attaquant pour l'Eintracht Francfort de 1927 à 1938.

## Biographie
Originaire de Kronberg, il fut l'un des plus grands buteurs de son époque. Dès sa première saison avec les Aigles, il a marqué 40 buts en compétition officielle. Grâce à Ehmer, Francfort a atteint la deuxième place et s'est qualifié pour le tour final du championnat allemand de football de 1928. Le 8 juillet 1928, l'Eintracht s'est incliné 1-3 au Müngersdorfer Stadion face au SpVgg Sülz 07. Karl Ehmer a marqué l'unique but de son équipe.
Au cours de la saison 1931-32, il marqua 55 buts en 38 matchs de compétition (33 buts en 19 matchs de championnat) et détient à ce jour le record de la saison pour l'Eintracht de Francfort. Lors de la phase finale du championnat allemand de football, il marque sept buts en quatre matchs, mais ne parvient pas à marquer le 12 juin 1932 lors du match final à Nuremberg contre le Bayern de Munich. Il n'a jamais été sélectionné en équipe d'Allemagne. Au total, Ehmer a participé à 13 matches du tour final, marquant 18 fois. Il a disputé 130 matches de championnat et marqué 138 buts. Ehmer a marqué 68 buts lors de 74 matches du championnat d'Allemagne du Sud et un but lors de cinq matches du Tschammer-Pokal. Au total, il a marqué 224 buts en 222 matches de compétition.
En 1938, il prend sa retraite après avoir perdu sa place de titulaire à la suite d'une appendicectomie. Cependant, il revint bientôt à la retraite et apparut comme joueur invité au VfL Benrath en 1939-40. En tant qu'entraîneur, il travailla pour l'Union Niederrad. Jusqu'à sa mort, le 12 novembre 1978, il était membre honoraire et capitaine honoraire de l'Eintracht Francfort.